# スルタン・ミザン・ザイナル・アビディン・スタジアム
スルタン・ミザン・ザイナル・アビディン・スタジアム（英: Sultan Mizan Zainal Abidin Stadium）は、マレーシアのトレンガヌ州クアラトレンガヌにある屋外スタジアム。

## 概要
ミザン・ザイナル・アビディン（第13代マレーシア国王）からの命名。収容人員は5万人で、トレンガヌFA（マレーシアサッカーリーグのチーム）の、ホームスタジアムの一つになっている。また、2008年度の第12回スカン・マレーシア（州対抗のスポーツ大会）の開催会場ともなった。
崩落事故

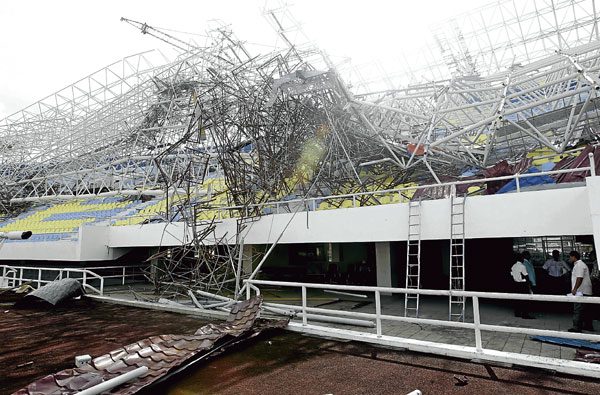
崩落したスタジアムの屋根

完工（2008年5月10日に正式オープン）から約1年後の2009年6月2日午前9:00頃、東側観客席の屋根の約60％が崩壊。屋根部分が柱で支えられていない構造なのが要因という見方もある。事故当時、約19名の労働者がスタジアムの清掃などをしていたが、死傷者はゼロだった。

。
2度目の崩落事故
修復工事中だった2013年2月20日午前11:40頃にも、また崩落事故があったという。5名（初期報道では3名）の作業員が負傷してしまった

。負傷者が出たのは今回が初という。